# Ngựa máu lạnh Schleswig
Ngựa máu lạnh Schleswig (tiếng Đức: Schleswiger Kaltblut, tiếng Đan Mạch: Slesvigsk Koldblod) là một giống ngựa kéo có chiều dài trong khoảng trung bình có nguồn gốc từ vùng Schleswig trong lịch sử, thuộc bán đảo Jutland, ngày nay được phân chia giữa Đan Mạch và Đức. Giống ngựa này được tìm thấy chủ yếu ở bang Schleswig-Holstein phía bắc nước Đức, và cũng với số lượng nhỏ hơn ở Lower Sachsen.
Trong những năm sau Chiến tranh thế giới thứ hai, việc cơ giới hóa nông nghiệp, với việc thay thế ngựa nông nghiệp bằng máy kéo, đã dẫn đến sự sụt giảm đáng kể về số lượng. Đến năm 1976, không có hơn 60 cá thể ngựa cái thuộc giống này đăng ký. Hiệp hội giống đã đóng cửa và các cá thể còn lại đã được đăng ký trong sổ đăng ký ngựa Schleswig-Holstein ở Kiel. Một tổ chức bảo vệ giống ngựa đã sớm được thành lập, và vào năm 1991 là Verein Schleswiger Pferdezüchter, hay hiệp hội các nhà lai tạo ngựa Schleswig.
Từ năm 1997, số lượng vẫn ổn định ở khoảng 200 - 250, năm 2013 có 189 ngựa cái và 26 con ngựa đực. Ngựa máu lạnh Schleswig được Tổ chức Lương thực và Nông nghiệp Liên Hợp Quốc liệt vào danh sách "có nguy cơ tuyệt chủng" trong năm 2007 Kể từ năm 2012, một số lượng "phụ" được tính vào giống là Hannoversches Kaltblut Schleswiger Ursprungs tạm dịch là "Ngựa máu lạnh Hanoveria có nguồn gốc Schleswig", đã được đưa vào giống ngựa máu lạnh Schleswiger; năm 2012 có tổng cộng 62 - 4 con ngựa đực và 58 con cái.